# Motorcade of Generosity
Motorcade of Generosity è il primo album in studio del gruppo musicale statunitense alternative rock dei Cake, pubblicato nel 1994.

## Tracce
1. Comanche – 2:09
2. Ruby Sees All – 3:00
3. Up So Close – 3:13
4. Pentagram – 2:19
5. Jolene – 5:19
6. Haze of Love – 3:08
7. You Part the Waters – 2:50
8. Is This Love? – 3:19
9. Jesus Wrote a Blank Check – 3:10
10. Rock 'n' Roll Lifestyle – 4:14
11. I Bombed Korea – 2:19
12. Mr. Mastodon Farm – 5:27
13. Ain't No Good – 2:40

## Formazione

### Gruppo
- John McCrea – chitarra, voce
- Greg Brown – chitarra, organo
- Vince DiFiore – tromba
- Victor Damiani – basso
- Todd Roper – batteria

### Altri musicisti
- Frank French – batteria
- Gabriel Nelson – basso
- Hag – cori